# Evangelisch Centrum
Het Evangelisch Centrum is een kerkgebouw van de Christelijk Gereformeerde Kerk, gelegen in de tot de gemeente Antwerpen behorende plaats Deurne, aan de Botelaarbaan 19-21.
Het bijzondere aan dit centrum is dat het feitelijk om een Nederlands kerkgenootschap gaat dat enig voor België is. Het centrum is ontstaan in 1972 middels missiewerk dat vanuit de Christelijke Gereformeerde Kerk te Eindhoven werd georganiseerd. De gemeente telt (2020) ongeveer 150 lidmaten en beschikt over een tweetal predikanten.
Nadat het centrum op diverse locaties in Antwerpen was gevestigd, werd in 1989 een pastorie betrokken aan de Botelaarbaan, waar in 1992-1993 ook de kerk werd gebouwd. Het is een zaalkerk op rechthoekige plattegrond met boven het ingangsportaal een groot maar sober kruis aan de voorgevel.
De gemeente is toegetreden tot het in 1998 opgerichte Gereformeerd Overleg Vlaanderen (GOV) dat op zijn beurt lid is van de Federale Synode van Evangelische Kerken in België.